# Las sergas de Esplandián
Las Sergas de Esplandián („Die Abenteuer von Esplandián“) ist ein spanischer Ritterroman von Garci Rodríguez de Montalvo, der am Ende des 15. Jahrhunderts erschien. Er ist eine Fortsetzung seines Werkes Amadis de Gaula. In Las Sergas de Esplandián kommt das Fantasieland California vor, das von einer Königin namens Calafia regiert wird. Die Spanier gaben, inspiriert von diesem Werk, dem heutigen US-Bundesstaat Kalifornien seinen Namen.

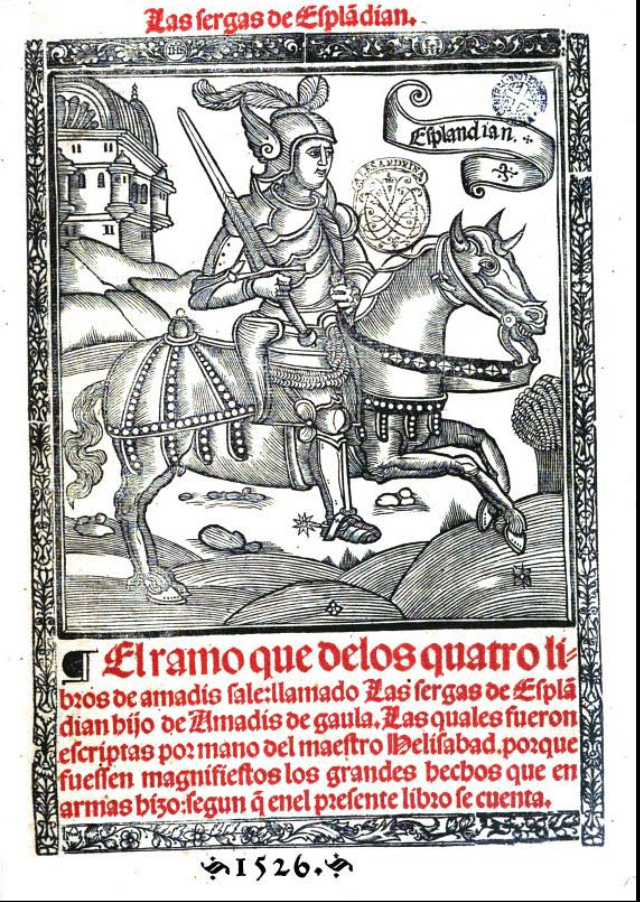
Deckblatt von Las Sergas de Esplandián

## Hintergrund
De Montalvo übersetzte und bearbeitete zunächst Amadís de Gaula aus dem Portugiesischen ins Spanische. Der ursprüngliche Amadis bestand aus drei Bänden, aber Montalvo fügte einen vierten hinzu, der größtenteils als sein eigenes Werk angesehen wird. Nach der Fertigstellung schrieb Montalvo die Fortsetzung Las Sergas de Esplandián über die Heldentaten von Esplandián, dem Sohn von Amadis. Die älteste bekannte erhaltene Ausgabe dieses Werks wurde im Juli 1510 in Sevilla veröffentlicht. Es wird angenommen, dass frühere Ausgaben bereits 1496 in Sevilla veröffentlicht wurden. Ruth Putnam geht davon aus, dass Montalvo seinen Roman irgendwann nach 1492, aber vor dem Tod von Königin Isabella im Jahr 1504 fertigstellte. Man nimmt an, dass Montalvo 1505 starb, so dass einige seiner Werke erst nach seinem Tod veröffentlicht wurden. Im sechsten Kapitel von Don Quijote, das Miguel de Cervantes 1605 schrieb, wird Montalvos Fortsetzung als eines der Bücher in Quijotes Bibliothek erwähnt. Als Quijotes Nichte, die Haushälterin und der Pfarrer sich daran machen, Quijotes Bibliothek zu zerstören, die als Quelle für Quijotes phantasievolles Verhalten gilt, ist Las Sergas de Esplandián das erste Buch, das für den Scheiterhaufen ausgewählt wird.

## Inhalt
Das Werk Las Sergas de Esplandián erzählt in 184 Kapiteln die Abenteuer des Ritters Esplandián, des erstgeborenen Sohnes von Amadís de Gaula und der Prinzessin Oriana von Großbritannien. Er wird in einem fliegenden Schiff „der Peitsche der großen Schlange“ zum Felsen der Verzauberten Jungfrau gebracht, nimmt dort ein verzaubertes Schwert an sich, gelangt dann zum Wehrberg (im Spanischen Montaña Defendida) und tötet in der Felsenburg Tajada drei Riesen und befreit seinen Großvater mütterlicherseits, König Lisuarte. Er tötet den Riesen Bramato, befreit Gandalín und Lasindo und erlebt weitere Abenteuer. Er verliebt sich auch in die Infantin Leonorina, Tochter des Kaisers von Konstantinopel, mit der er eine keusche Liebesbeziehung hat, und gewinnt einen Kampf mit seinem eigenen Vater Amadis, der ihn zu dieser Mutprobe herausfordert hatte, ohne dass Esplandian wusste, dass er gegen seinen eigenen Vater kämpft. Der größte Teil des Buches ist jedoch den unablässigen Kämpfen des Helden mit König Armatus von Persien und den Muslimen gewidmet, die sich verbünden, um die Stadt Konstantinopel zu belagern und einzunehmen, die Belagerung endet mit dem Sieg der Christen. Am Ende des Stücks heiratet Esplandian Leonorina, und der Kaiser von Konstantinopel verzichtet zu seinen Gunsten auf die Krone.

## California
Ritterromane waren zu der Zeit beliebt, als das spanische Imperium begann, die Neue Welt zu erkunden. Diese Romane waren eine Mischung aus Wahrheit, Überlieferung und Fiktion, wobei nicht immer klar war, wo die Einzelheiten der Romane einzuordnen waren. Die Entdecker nutzten die Romane als Inspirationsquelle, während die Autoren der Romane ihrerseits die Berichte über neue Entdeckungen zur Ausschmückung ihrer Erzählungen nutzten.
Der Roman Esplandián beschreibt eine fiktive Insel namens California die nur von schwarzen Frauen bewohnt ist, von der Königin Calafia regiert wird und östlich von Indien liegt. Als die spanischen Entdecker unter dem Kommando von Hernán Cortés von einer Insel vor der Küste Westmexikos erfuhren, die Gerüchten zufolge von Amazonenfrauen beherrscht wurde, nannten sie sie Kalifornien. In dem Glauben, dass der Pazifische Ozean, der damals Südsee genannt wurde, viel kleiner war, als er sich herausstellte, schien die Insel genau östlich der Indien zu liegen, so wie die Insel California in Montalvos Roman beschrieben wurde. Als man feststellte, dass es sich bei der Insel um eine Halbinsel handelte, hatte man bereits den Namen Kalifornien angenommen, und die „Insel“ wurde schließlich als Halbinsel Baja California bekannt.

## Ausgaben
- Garci Rodríguez de Montalvo: Las sergas de Esplandian. 1526 (archive.org).